# Nurmyrat Saryhanov
Œuvres principales
- Şükür bagşy (roman, 1941)
- Kitap (Le Livre) (nouvelle)

Nurmyrat Saryhanov (en russe : Нурмура́т Сарыха́нов et en turkmène : Nurmyrat Saryhanow) est un écrivain soviétique d'expression turkmène, né en 1906 à Gökdepe (Empire russe) et mort à la guerre le 4 mai 1944 à proximité du village de Delacău dans le raion d'Anenii Noi en Moldavie.

## Biographie
Nurmyrat Saryhanov est né dans une famille paysanne pauvre de l’ouiezd d'Achgabat en Région transcaspienne de l'Empire russe (actuellement au Turkménistan), en 1906.
Il a commencé son éducation à l’École Polytechnique d’Achgabat et l’a poursuivie à l’université communiste d’Asie centrale à Tachkent.
De 1929 à 1937, Nurmyrat Saryhanov a été journaliste militaire au sein de l’Armée rouge. C’est à cette époque qu’il écrit ses premières nouvelles qui ont pour sujet principal la vie en République socialiste soviétique du Turkménistan, et qu’il obtient la reconnaissance de ses pairs en Union soviétique. 
En 1942, consécutivement à l’invasion de l’URSS par l’Allemagne nazie, Nurmyrat Saryhanov rejoint de nouveau les rangs de l’Armée rouge et participe aux combats en Ukraine et en Moldavie. C’est dans ce dernier pays qu’il trouve la mort au combat le 4 mai 1944, à proximité du village de Delacău, dans le raion d'Anenii Noi .

## Œuvre

### Roman
Son œuvre romanesque majeure s’intitule Şükür bagşy et a été publiée en 1941. Elle prend la forme d’une dâstân (du farsi داستان , histoire). Une dâstân est un genre de fable épique traditionnelle en Asie centrale. Le  Livre de Dede Korkut  est l’une des œuvres les plus représentatives du genre.

### Nouvelles
- Kitap (Le Livre, traduit en français dans À la lumière du jour : Nouvelles des Peuples de l’U.R.S.S., Moscou, Éditions du Progrès, 1968, 358 p., pp. 7-21[1])
- Ak tam (La Maison Blanche)
- Soňky öý (Fin du wagon)
- Arzuw (Rêve)
- Ene (Grand-mère)
- Şirin
- Giýew ýaly hekaýalary
- Ýagtylyga çykanlar
- Gyzgyn günler ýaly powesleriň Hossarlygy
- Aýjemal
- Garaş aga